# Iglesia de San Bernabé (El Escorial)
La iglesia de San Bernabé es un templo católico situado en el municipio español de El Escorial, en la parte noroccidental de la Comunidad de Madrid. De estilo herreriano, fue construida por Francisco de Mora, uno de los colaboradores de Juan de Herrera en las obras del monasterio de El Escorial. Data de finales del siglo XVI.

## Historia

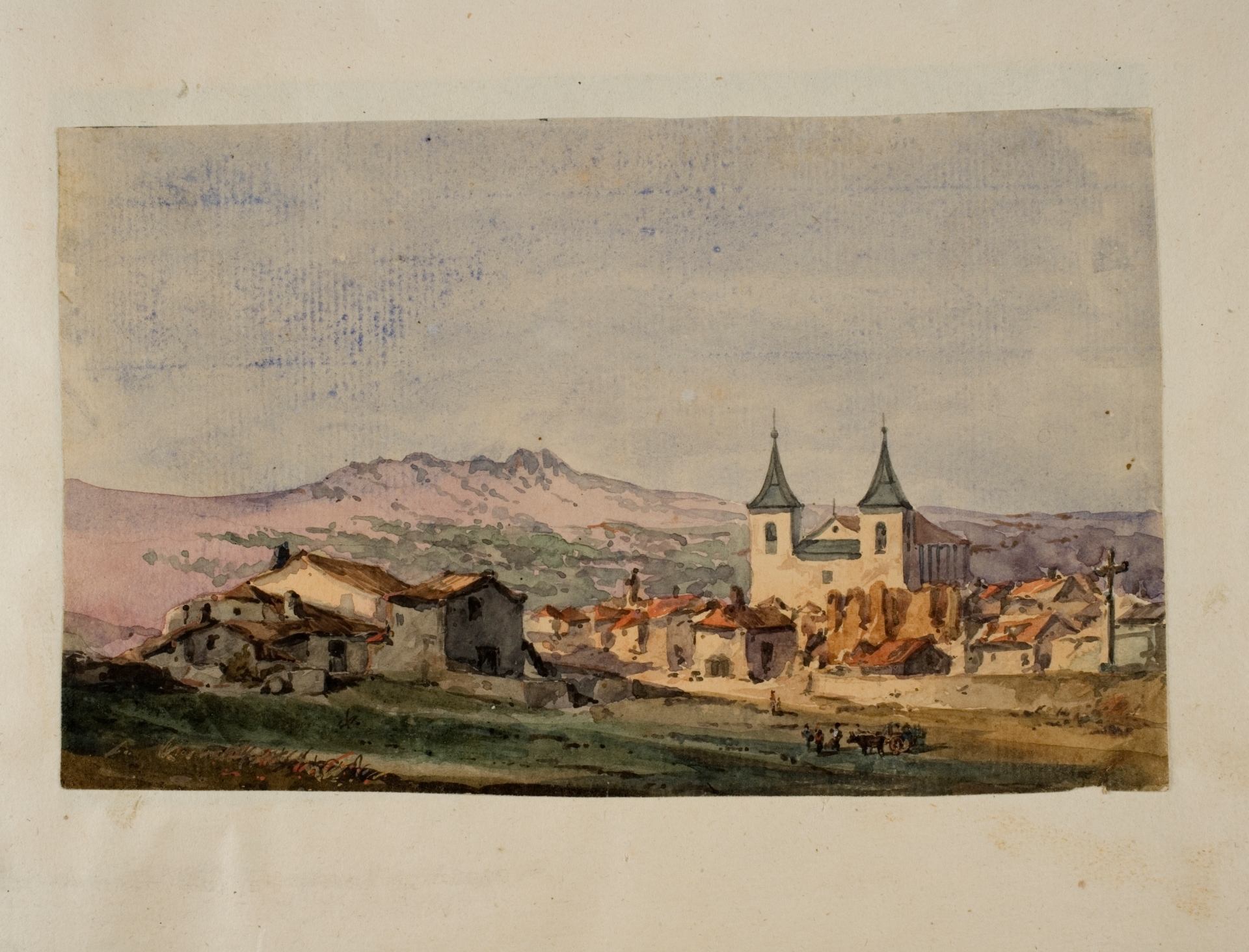
Vista de El Escorial con la iglesia de San Bernabé por Martín Rico

Su construcción fue auspiciada por el monarca Felipe II, dentro de un plan de mejoras y reformas urbanísticas emprendidas dentro del núcleo urbano escurialense. La iglesia de San Bernabé se terminó en tan sólo dos años. Fue levantada entre 1594 y 1595, por los mismos maestros canteros, albañiles y artesanos que trabajaron en la construcción del Monasterio de El Escorial, inaugurado oficialmente nueve años antes. 
El templo fue bendecido el 21 de septiembre de 1595 por el obispo de Segovia, a cuya Comunidad de Villa y Tierra pertenecía El Escorial. 
En su fábrica, se utilizaron piedras de granito procedentes de dos canteras cercanas, la de la Peña El Remendao y la de la Cruz de la Horca. El edificio se conserva prácticamente sin transformaciones.
La iglesia fue declarada Bien de Interés Cultural en 1983. También forma parte del Territorio Histórico "El Escorial: Monasterio, Sitio y Entorno Natural y Cultural", figura legal aprobada en 2006 por la Comunidad de Madrid, para la protección de las fincas y enclaves pertenecientes al Real Sitio de San Lorenzo de El Escorial y El Escorial.

## Valores artísticos

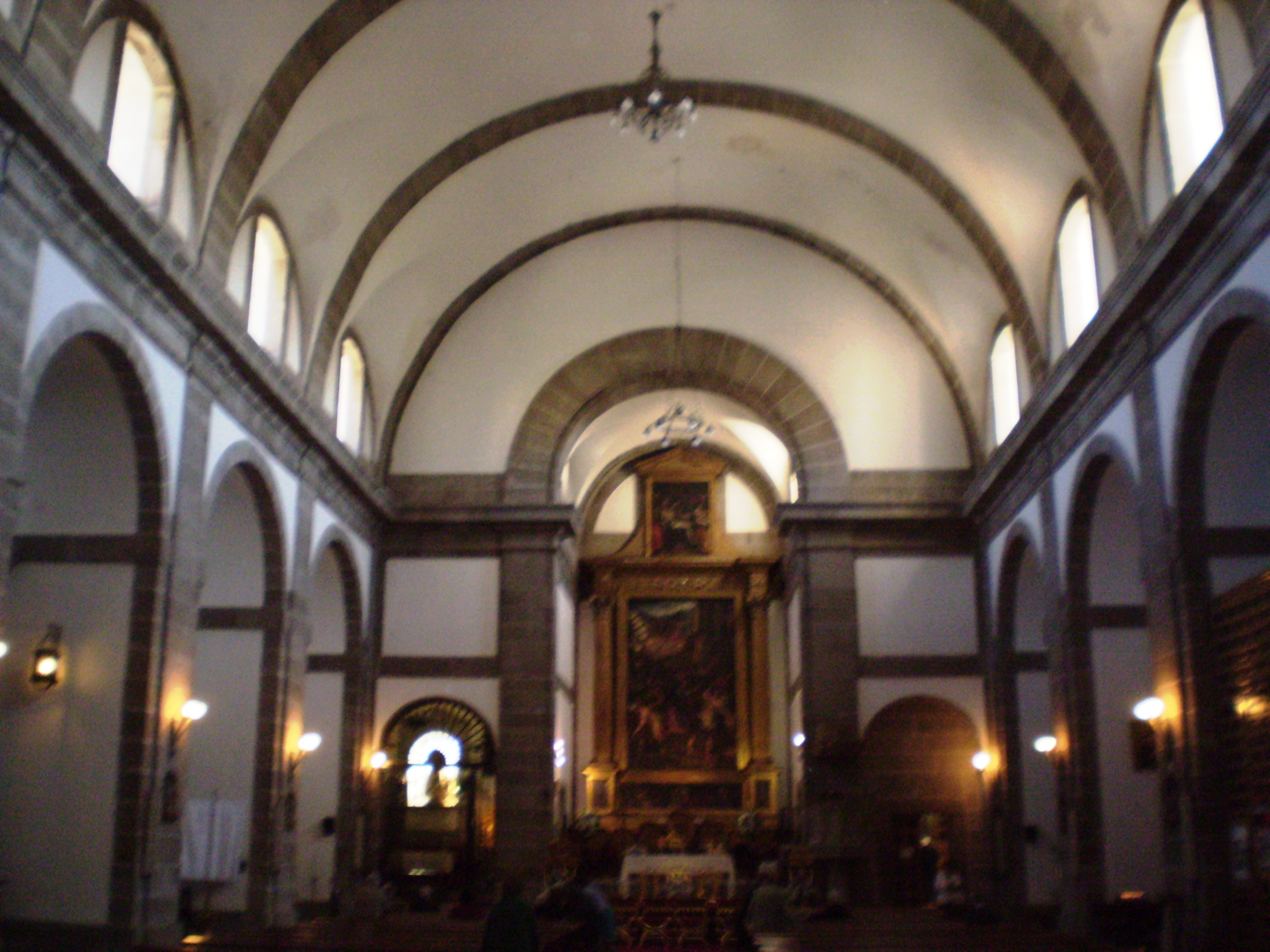
Interior de la iglesia, construida en una única nave, techada con bóveda de cañón, con arcos fajones.

La iglesia refleja fielmente las pautas herrerianas imperantes en el momento, tanto en lo que respecta a los materiales empleados (muros de granito y tejado de pizarra), como a su traza. Puede afirmarse que presenta un aspecto incluso más austero que el monasterio de El Escorial, situado a pocos kilómetros de su enclave. Su sobriedad está directamente relacionada con las directrices marcadas por el Concilio de Trento (1545-1563), que se tradujeron, en el plano artístico, en el llamado estilo desornamentado, como respuesta al protestantismo. 
Consta de una única nave, en cuyos laterales se alzan diferentes arcos de medio punto, bajo los cuales se han instalado varias capillas. El techado principal es una bóveda de cañón, sostenida por arcos fajones. El altar mayor, que se sitúa en un nivel más elevado, también está cubierto por una bóveda de cañón, pero de menores dimensiones que la principal. Está presidido por un retablo diseñado por Francisco de Mora, que tiene como tema central el martirio de san Bernabé, obra de Juan Gómez (1555-1597).
En lo que respecta a la fachada, su composición es en tres volúmenes. El central aparece coronado por un frontón triangular, mientras que los laterales se prolongan mediante dos torres, rematadas por los característicos chapiteles herrerianos. En sus laterales, el templo se apoya en sólidos contrafuertes de granito.